# André Bouyala d'Arnaud
Victor Marie André Bouyala d'Arnaud (Marseille, 8 décembre 1894 - Marseille, 30 août 1967) est un érudit français membre de l'Académie de Marseille et auteur de plusieurs ouvrages sur la Provence.

## Biographie
Après des études chez les lazaristes à Nice, il passe en 1923 le concours de bibliothécaire et entre à la bibliothèque municipale de Marseille, sous la direction de Joseph Billioud, qui a été nommé en 1950, conservateur de la bibliothèque et des archives communales de Marseille.
André Bouyala d'Arnaud fera toute sa carrière à la bibliothèque municipale de Marseille[réf. souhaitée]. Il collabore à la presse locale et nationale, notamment au Figaro, à L'Illustration, au mensuel d'inspiration mistralienne La Provence latine et à la revue régionaliste méditerranéenne d'Émile Sicard et Joseph d'Arbaud Le Feu. Il est élu membre de l'Académie de Marseille le 16 mars 1950. Il en devient le secrétaire perpétuel à partir de 1956.
Son ouvrage le plus connu, Évocation du vieux Marseille (1959) a été couronné du Prix de littérature régionaliste de la Société des gens de lettres et du Prix Toutain de l'Académie française.
Il est inhumé au cimetière Saint-Pierre.

## Publications
- « L'Origine des bibliothèques et les grandes bibliothèques françaises », Revue de la Chambre de Commerce de Marseille no 669, 1955.
- « L’arsenal des galères à Marseille au XVIIe et au XVIIIe siècle. » Revue historique des armées » n°4, 1958
- « Toponymie et histoire de la montagne Sainte-Victoire », Bulletin philologique et historique, Paris, imprimerie nationale, 1959.
- Évocation du vieux Marseille, Éditions de Minuit, 1959 – Prix Toutain de l'Académie française 1960[4].

- Santons et traditions de Noël en Provence, P. Tacussel, 1962.

- Évocation du vieil Aix-en-Provence, Éditions de Minuit, 1964.
- Histoires de la Provence, Plon, 1965  – Prix Toutain 1966[4].

- Provence des villages, Plon, 1968.